# الخطوة الدامية (فلم)
الخطوة الدامية هو فيلم أكشن مصري من إخراج أحمد السبعاوي وبطولة كمال الشناوي، سهير رمزي، عبده الوزير، صبري عبد المنعم، عزيزة حلمي وعبد الغني ناصر، صدر الفيلم في 4 أبريل 1992.
الفيلم من أفلام عيد الفطر 1412 هـ.

## نبذة
يتولى أبو السعد تربية أخيه الأصغر أحمد حتى يصبح مهندسًا، ويتزوج أبو السعد من بتعة وينجبان ابنهما علي، يتزوج أحمد من الثرية سلوى ويدير شركة والدها، يمرض علي فيطلب الدكتور مبلغًا كبيرًا ليس في استطاعة أبو السعد أن يكون الدفع مقدمًا رغم خطورة حالة الطفل، ويلجأ أبو السعد إلى أخيه، وفي طريقه إليه يشاهد جريمة قتل في الطريق، يحاول إسعاف المصاب إلا أن التهمة تلتصق به ظلمًا.

## طاقم العمل
- كمال الشناوي بدور أبو السعد
- سهير رمزي بدور بتعه
- عبده الوزير بدور أحمد شقيق أبو السعد
- صبري عبد المنعم بدور رزق
- عزيزة حلمي بدور والدة بتعة
- عبد الغني ناصر بدور مصطفى أبو الدهب

## وصلات خارجية
- مقالات تستعمل روابط فنية بلا صلة مع ويكي بيانات